# 阿左阿右
《阿左阿右》是中国大陆拍摄的一部喜剧题材动画片，由高晓宾执导，该作讲述了一对儿性格不同的兄弟，通过他们发生的故事，来讲述一些科学知识。并且该作的故事基本都是独立的。该作还在当时获得了很好的收视率。该作根据《石頭剪刀布》、《雙子星座》、《媽媽的煩惱》等作品进行改编。

## 剧情
在沿海小鎮的一个四口之家中，有一对儿性格不同的双胞胎兄弟，哥哥阿左比较冷静，弟弟阿右比较冒失，这两个人比较喜欢冒险，喜欢做实验。而观众会在他们的实验以及一些他们的其他的生活中，得知一些科学知识。

## 外部連結
- 央视网链接 （页面存档备份，存于）